# Sportsko srce
Sportskog srca ili  atletsko srce je medicinski sindrom koji označava zdravo, povećano srce trenirane osobe. Ovaj termin prvi je uveo švedski doktor S. Henschen, 1899. godine, želeći da njim definiše skup morfoloških i funkcionalnih karakteristika srca koje se razvijaju tokom vremena pod uticajem sportskog treninga.
Mada je mala učestalost stanja koja zbog dijagnoze sportskog srca mogu da ograniče nivo fizičke aktivnosti, odnosno bavljenje sportom, lekari sportske medicine predlažu da se pre svakog ozbiljnijeg bavljenja sportom načini polazni kardiološki pregled koji bi obuhvatio elektrokardiografski i ehokardiografski pregled čime bi se isključile strukturne i funkcionalne bolesti i stanja srca koja bi mogla da imaju uticaj na zdravlje sportiste.

## Istorija
Bergman je 1884. godine primetio da su divlje životinje imale veću masu miokarda u odnosu na masu kod pitomih životinja. Tokom 1900. godine, razvoj hipertrofije miokarda demonstriran je kod pasa koji su trenirani dok se nije javila u kontrolnoj grupi. Takođe je istraživanjima dokazano da je srce veće kod ptica selica. 
Sindrom atletskog srca kod sportista prvi je opisao 1899. godine švedski lekar S. Henschen. On je uporedio veličinu srca skijaša za trčanje sa onima koji su živeli sedelačkim načinom života. Primetio je da su oni koji su se bavili takmičarskim sportovima pokazali simptome sindroma atletskog srca, npr. kros-kantri skijaši kod kojih je utvrdio da oni sa većim srcem (pri tome je koristio perkutornu tehniku – šire polje tmulosti na grudnom košu) imaju bolje sportske rezultate. Henschen je verovao da su simptomi normalna pojava prilagođavanja srva vežbanju i smatrao je da briga nije potrebna. Henschen je verovao da se celo srce povećalo, a zapravo samo leva strana postaje hipertrofična. Takođe je verovao da su sportisti sa atletskim srcem živeli kraće nego oni koji nisu stekli ovaj sindrom. Pošto se njegovo istraživanje odvijalo tokom celog 19. veka, tehnologija je bila ograničena i postalo je teško smisliti odgovarajuće načine za merenje srca sportista, tako da je malo ko tada verovao u Henschenovu teoriju o sportistima koji imaju veća srca od onih koji se nisu bavili sportom.
U tom periodu kada je i preciznija dijagnostika bila otežana, u američkoj i engleskoj stručnoj javnosti bilo je zastupljeno mišljenje da je svako uvećanje srca povezano sa povećanim rizikom od iznenadne srčane smrti, pri čemu se veliko srce tada, skoro redovno, viđalo u reumatskoj bolesti srca koja je bila česta.
Sa razvojem RTG tehnika prikaza srca, hipertrofija srca je dijagnostikovana preko uvećane srčane senke., sa sa razvoj ehokardiografija je omogućio preciznija merenja veličine komora i debljine zidova.

## Etiopatogeneza
Sportsko srce je i pored brojnih saznanja i danas fenomen nedovoljno istražen, kako u anatomskom i funkcionalnom smislu, tako i sa aspekta njegovog odnosa prema zdravlju. Imajući ovo u idu i do danas je nerazjašnjen odnos između zdravlja i bolesti kod ovog stanja, tako da je ovo područje sportske medicine nepoznato i podložno različitim tumačenjima, a dokaz da je to tako su iznenadne smrti sportista koje se često dešavaju.
Sportsko srce je složen medicinski fenomen nastao najčešće usled fizičkog napora ili teških sportskih aktivnosti, koji se u anatomskom i funkcionalnom smislu, odlikuje povećanjem srca u celini, koje karakteriše:
- povećanje dimenzije komora
- povećanje dimenzije pretkomora,
- povećana debljina srčanog mišića.

U suštini, razvoj fenomena sportskog srca dešava se pod uticajem treninga i dovodi do povećanja ukupnog funkcionalnog kapaciteta organizma 
Pri tome treba imati u vidu da različiti tipovi sporta mogu produkovati različite tipove hipertrofije, a takođe, pretkomore i aorta mogu biti uvećane.
Sportske discipline u kojima se sindrom javlja
Prema dosadašnjim istraživanjima oko 80% sportova daje promene u dijametru i debljini zida leve srčane komore, međutim najčešće sportske discipline u kojima se javlja sportsko srce su one koje zahtevaju znatna i/ili dominantna statička naprezanja, kao što su:
- biciklizam,
- plivanje,
- veslanje,
- vožnja kajaka,
- dizanje tegova,
- skijaško trčanje,
- vaterpolo,
- triatlon,
- baletski igrači i sl.

Zbog dugotrajnog dejstva snažnih fizičkih naprezanja srce sportiste je hronično opterećeno pritiskom. Usled savladavanja velikog pritiska u krvnim sudovima, ovo statičko naprezanja uzrokuje zadebljanje zida leve komore (poznato pod nazivom koncentrična hipertrofija), koja predstavlja fiziološku adaptaciju srca na fizički stres, i u većini slučajeva ne ostavlja posledice u kasnijem životu sportiste. 
Srce sportiste koje je hronično opterećeno povećanim volumenom (kod sportskih disciplina dinamičke izdržljivosti) poprima formu ekscentrične hipertrofiju. 
Kod obe hipertrofije (koncentrične i ekscentrične hipertrofije) broj mišićnih ćelija u miokardu se ne menja, nego se povećava debljina mišićnih vlakana, koja može da narasta sve dok srce ne dostigne svoju kritičnu masu, koja za levu srčanu komoru iznosi 300-350 g u odnosu na normalnu mas srca, koja iznosi 200 g.

## Dijagnoza
U savremenoj kliničkoj praksi postoje brojne, invazivne i neinvazivne, dijagnostičke procedure koje sa manjim ili većim stepenom senzitivnosti i specifičnosti mogu da ukažu na postojanje hipertrofije miokarda leve komore.
Za postavljanje dijagnoze hipertrofije miokarda kod sportskog srca najčešće se koriste elektrokardiografija (voltažni i repolarizacioni kriterijumi), ehokardiografija i teleradiografija srca.
Elektrokardiografija
Kod profesionalnih sportista često se nalaze EKG -promene. S obzirom na njihov povećani vagalni tonus, to uključuje sinusnu bradikardiju s pauzama i zamenskim ritmovima, kao i slike atrioventrikularnog bloka prvog i drugog stepena tipa Mobitz I. Ove se promene lako mogu kopirati fizičkim naporom ili primenom atropina.
Znaci hipertrofije leve komore su velike amplitude EKG krivulje, ekscitacija. Pseudoishemijski poremećaj regresije ekscitacije može simulisati oštećenje spoljašnjeg sloja miokarda, uzrokovan poremećajem koronarne cirkulacije ili upalom perikarda, pa bi ga trebalo dodatno pojasniti EKG tokom vežbanja.
Ehokardiografija

predstavlja zlatni standard za dijagnozu hipertrofije miokarda. Masa leve komore određuje se na osnovu modifikovane formule prema Pen konvenciji: MLK = 1,04 (LDDd+PWDd+IVSDd)3- (LVDd)3 -13,6 pri čemu LDDd predstavlja dijastolni dijametar leve komore, IVSDd označava debljinu interventrikularnog septuma na kraju dijastole, i PWDd predstavlja debljinu zadnjeg zida na kraju dijastole. Vrednosti mase leve komore indeksiraju se prema površini tela (g/m2). Prema Penn konvenciji, kriterijum za hipertrofiju miokarda leve komore su vrednosti ≥134 g/m2 za muškarce i ≥110 g/m2 za žene.
Teleradiografija srca
Na radiogramu se dobija sliku grudima karakteriše proširenje srca u kome se kardiotorakalni indeks od 0,5 do 0,6,  smatra patološkom. Ovom metodom se može, donekle, proceniti veličina srčane senke, ali ne i uzrok uvećanja, jer je određivanje kardiotorakalnog indeksa u dijagnozi hipertrofije miokarda je nepouzdana  metoda bez većeg kliničkog značaja. Kompjuterizovana tomografija (CT) i MRI (magnetna rezonancija) kao savremene imaging metode daju odlične rezultate u dijagnostikovanju hipertrofije miokarda i njenog uzroka, ali se ne primenjuju rutinski zbog visoke cene.

## Diferencijalna dijagnoza
| Karakteristike                         | Sportsko srce                      | Kardiomiopatija                                         |
| -------------------------------------- | ---------------------------------- | ------------------------------------------------------- |
| Hipertrofija leve komore               | < 13 mm                            | > 15 mm                                                 |
| Krajnji dijastolni prečnik leve komore | < 60 mm                            | > 70 mm                                                 |
| Dijastola                              | Normalno (E/A odnos >1)            | Nenormalan (odnos E/A <1; ili pseudonormalni E/A)       |
| Hipertrofija septuma                   | Simetrična                         | Asimetrična (u hipertrofičnoj kardiomiopatiji)          |
| Porodična istorija                     | Nije prisutna                      | Može biti prisutna                                      |
| Krvni pritisak odgovor na vežbu        | Normalan                           | Normalan ili smanjen sistolni odgovor na krvni pritisak |
| Dekondicioniranje                      | Regresija hipertrofije leve komore | Nema regresije hipertrofije leve komore                 |

## Sport i srčane bolesti
Kao i u prosečnoj populaciji, brojne srčane bolesti javljaju se i kod sportista. Kad takvih osoba mogu se desiti ozbiljni incidenti u uslovima takmičenja čak i kod onih sa lakšim srčanim oboljenjima.
U vrlo retkim slučajevima sa izraženim faktorima rizika, kao što su zloupotreba nikotina i teški poremećaji metabolizma lipida, a pre svega, s odgovarajućom anamnezom članova porodice, koronarna bolest srca javlja se i kod mlađih sportista. Angina pektoris, srčani udar i iznenadna srčana smrt samo su neke od moguće posledice srčanih bolesti, koje se mogu manifestovati neželjenim događajem kod sportista.
Iznenadna srčana smrt u hipertrofičnoj kardiomiopatiji se javlja bez upozoravajućih simptoma . To je urođena bolest. U slučaju abnormalnih rezultata EKG -a, prerane, neočekivane i nejasne smrti u porodici i sinkope, mora se provesti istraživanje ove bolesti.
Ovom bolešću pogođeni ljudi možda se neće više takmičiti u sportskim vežbama. 
Mnogo opasnija, ali manje uobičajena u srednjoj Evropi, je aritmogena kardiomiopatija desne komore , kongenitalna bolest tokom koje dolazi do masne transformacije desne komore koja može uzrokovati fatalne srčane aritmije tokom vežbanja.. Takmičari sa skoro srčanom aritmijom moraju trenirati sa monitorom za ritam . 
Nakon grozničavih, banalnih infekcija može doći do miokarditisa . 
Srčane aritmije opasne po život mogu se pojaviti tokom fizičkog napora. 
Sekundarna bolest je proširena kardiomiopatija , koja može dovesti do fatalnih srčanih aritmija kada se vežba. U određenim stanjima se treba pridržavati duže pauze od treninga, kao npr. kod srčanih aritmija pod stresom i srčanim problemima nakon zaraznih bolesti. 
Urođene bolesti srca, poput abnormalnosti koronarnih arterija, mogu izazvati kritične poremećaje cirkulacije kod sportista, kao što je npr. aortna stenoza koja je rizična bolest za sportiste. 
Visoki sportisti adolescenti, najčešće košarkaši i baletski igrači, mogu imati latentni Marfanov sindrom i pucanje aorte tokom vježbanja. 
U slučaju iznenadnog početka i jakog srčanog bola, ne treba gubiti vrijeme dok se ova sumnja na dijagnozu ne isključi ili potvrdi u hitnim slučajevima. 
Defekti jonskih kanalia , koji se danas ubrajaju u primarne kardiomiopatije, mogu dovesti do srčanih aritmija i iznenadne srčane smrti tijekom fizičkog napora.

## Spoljašnje veze
|  | Molimo Vas, obratite pažnju na važno upozorenje u vezi sa temama iz oblasti medicine (zdravlja). |